# Fedora (linuxdistribution)
För andra betydelser, se Fedora (olika betydelser).
Fedora är en RPM-baserad linuxdistribution främst utvecklad av det amerikanska datorföretaget Red Hat. Hela distributionen är fri programvara och används som en bas för den kommersiella distributionen Red Hat Enterprise Linux. Distributionen hör till de största och brukar ofta rekommenderas för nybörjare. Utgivningstakten är snabb med en ny utgåva med ungefär ett halvt års mellanrum. Namnet fedora kommer från den typ av hatt som finns i Red Hat-logotypen.
Fedora är efterföljaren till Red Hats populära linuxdistribution Red Hat Linux som lades ner 2003. 
Fedora utvecklas till skillnad från Red Hat Linux av en gemenskap som välkomnar bidragsgivare både med och utan anslutning till Red Hat.
Fram till och med version 6 var Fedora uppdelad i Core och Extras, där den förra var kärnmjukvara som underhölls av Red Hat och den senare mjukvara som underhölls av allmänheten. I och med version 7 slogs de båda delarna samman och tilläggsnamnet Core slopades.

## Versioner

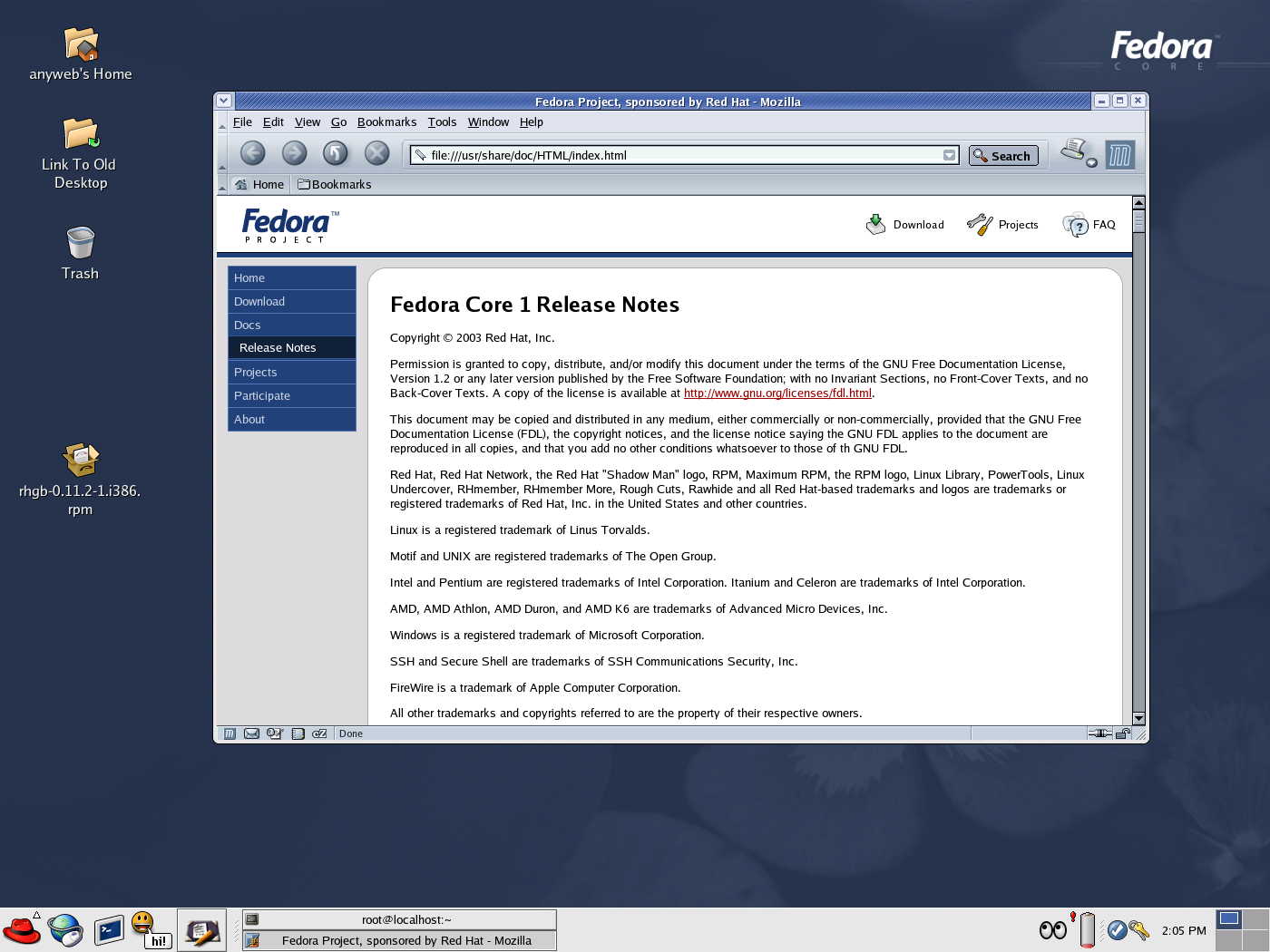
Den ursprungliga Fedora Core 1 släpptes med GNOME och temat Bluecurve

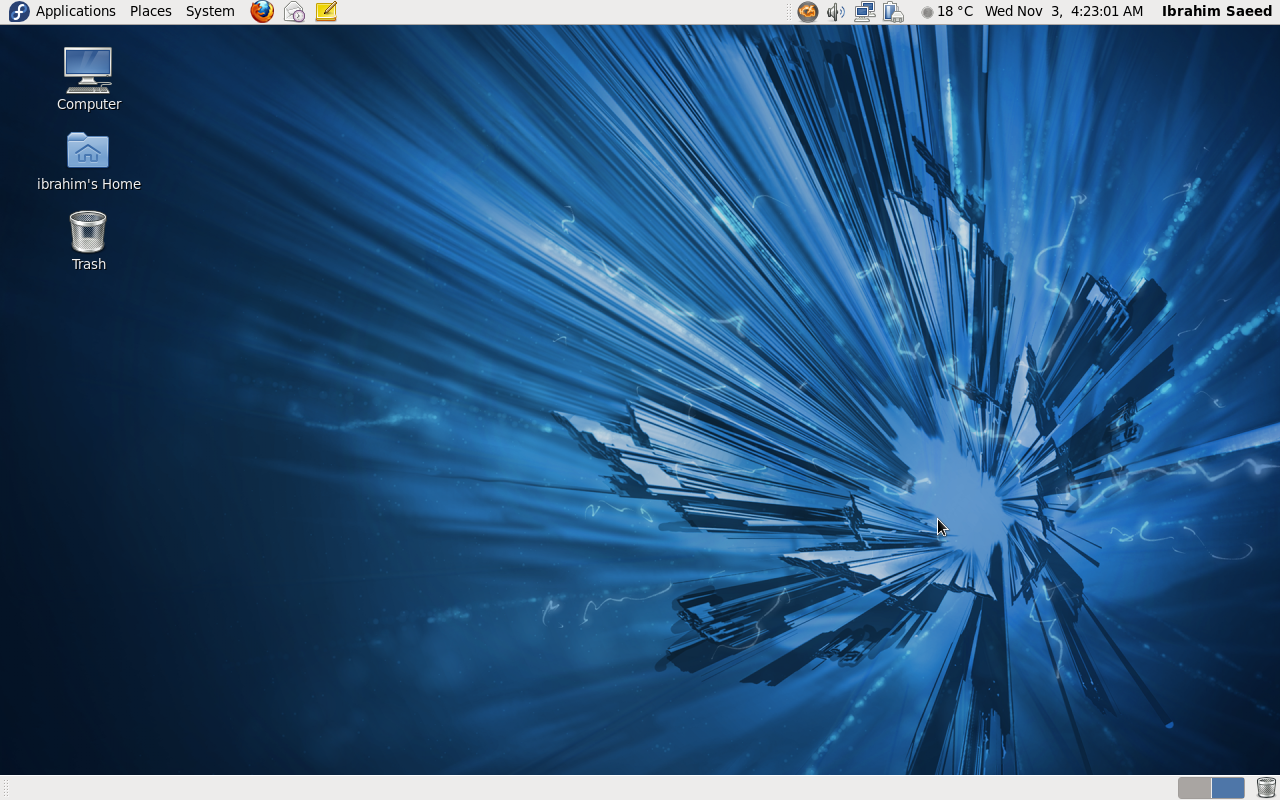
Varje version av Fedora (version N) stöds i ungefär 13 månader, eller tills en månad efter lanseringen av en två versioner nyare Fedora (version N+2) släpps.

| Färg | Betydelse                    |
| ---- | ---------------------------- |
| Röd  | Version stöds inte längre    |
| Grön | Version har fortfarande stöd |
| Blå  | Framtida version             |

| Projektnamn | Version | Kodnamn           | Releasedatum | Stöds till | Kärnversion    |
| ----------- | ------- | ----------------- | ------------ | ---------- | -------------- |
| Fedora Core | 1       | Yarrow            | 2003-11-05   | 2004-09-20 | 2.4.19         |
| Fedora Core | 2       | Tettnang          | 2004-05-18   | 2005-04-11 | 2.6.5          |
| Fedora Core | 3       | Heidelberg        | 2004-11-08   | 2006-01-16 | 2.6.9          |
| Fedora Core | 4       | Stentz            | 2005-06-13   | 2006-08-07 | 2.6.11         |
| Fedora Core | 5       | Bordeaux          | 2006-03-20   | 2007-07-02 | 2.6.15         |
| Fedora Core | 6       | Zod               | 2006-10-24   | 2007-12-07 | 2.6.18         |
| Fedora      | 7       | Moonshine         | 2007-05-31   | 2008-06-13 | 2.6.21         |
| Fedora      | 8       | Werewolf          | 2007-11-08   | 2009-01-07 | 2.6.23         |
| Fedora      | 9       | Sulphur           | 2008-05-13   | 2009-07-10 | 2.6.25         |
| Fedora      | 10      | Cambridge         | 2008-11-25   | 2009-12-18 | 2.6.27         |
| Fedora      | 11      | Leonidas          | 2009-06-09   | 2010-06-25 | 2.6.29         |
| Fedora      | 12      | Constantine       | 2009-11-17   | 2010-12-02 | 2.6.31         |
| Fedora      | 13      | Goddard           | 2010-05-25   | 2011-06-04 | 2.6.33         |
| Fedora      | 14      | Laughlin          | 2010-11-02   | 2011-12-09 | 2.6.35         |
| Fedora      | 15      | Lovelock          | 2011-05-24   | 2012-06-26 | 2.6.38         |
| Fedora      | 16      | Verne             | 2011-11-08   | 2013-02-12 | 3.1.x - 3.3.7  |
| Fedora      | 17      | Beefy Miracle     | 2012-05-29   | 2013-07-30 | 3.3.7 - 3.6.8  |
| Fedora      | 18      | Spherical Cow     | 2013-01-15   | 2014-01-14 | 3.6.10 - 3.9.4 |
| Fedora      | 19      | Schrödinger's Cat | 2013-07-02   | 2015-01-06 | 3.9.5 - 3.11.9 |
| Fedora      | 20      | Heisenbug         | 2013-12-10   | 2015-06-23 | -              |
| Fedora      | 21      | Twenty One        | 2014-12-09   | 2015-12-1  | 3.17.x         |
| Fedora      | 22      | Twenty Two        | 2015-05-26   | 2016-06-19 | 4.0.x          |
| Fedora      | 23      | Twenty Three      | 2015-11-03   | 2016-12-20 | 4.2.x          |
| Fedora      | 24      | Twenty Four       | 2016-06-21   | 2017-08-08 | 4.6.x          |
| Fedora      | 25      | Twenty Five       | 2016-11-22   | 2017-12-12 | 4.9.x          |
| Fedora      | 26      | Twenty Six        | 2017-07-11   | 2018-05-29 | 4.11.x         |
| Fedora      | 27      | Twenty Seven      | 2017-11-14   | 2018-11-30 | 4.13.x         |
| Fedora      | 28      | Twenty Eight      | 2018-05-01   | -          | 4.16.x – 5.0.9 |
| Fedora      | 29      | Twenty Nine       | 2018-10-31   | -          | 4.18.x – 5.0.9 |
| Fedora      | 30      | Thirty            | 2019-04-29   | -          | 5.0.9          |
| Fedora      | 31      | rawhide           | Oktober 2019 | -          | -              |